# Acanthopholis
Acanthopholis ("taggfjäll") är ett släkte av nodosaurider som beskrevs redan 1867 av engelsmannen tillika biologen Thomas Henry Huxley. Acanthopholis var en dinosaurie från den äldre delen av kritaperioden (mellan alb- och cenomanian-epokerna) för ungefär 115 till 91 miljoner år sedan. Dess pansar bestod av ovala, tjocka plattor inbäddade i dess hud, inklusive taggar utmed sidorna vid nacken, skulderbladen och eventuellt på svansen. Den var en fyrbent växtätare som antas ha varit mellan 2,5 och 4 meter lång och kunde väga upp till 380 kg. 

## Namn
Acanthopholis betyder ”taggskalle”, vilket härrör från dinosauriens pansar. De olika orden i namnet kommer från grekiskans ακανθα/akantha, som betyder 'tagg' eller 'horn', och πηολιδ/pholis, som betyder 'kranium'.

## Arter
- A. eucercus
- A. horridus
- A. stereocercus